# تمنین الفوقا
تمنین الفوقا (به عربی: تمنين الفوقا) یک منطقهٔ مسکونی در لبنان است که در شهرستان بعلبک واقع شده‌است.